# Owmby-by-Spital
Owmby-by-Spital lub Owmby – wieś w Anglii, w hrabstwie Lincolnshire, w dystrykcie West Lindsey. Leży 16 km na północ od Lincoln i 209 km na północ od Londynu.
W 2011 roku civil parish liczyła 388 mieszkańców. Owmby jest wspomniana w Domesday Book (1086) jako Dunebi/Dune(s)bi.